# Boris Nadeždin
Boris Borisovič Nadeždin (in russo Борис Борисович Надеждин?; Tashkent, 26 aprile 1963) è un politico russo, ex deputato alla Duma di Stato dal 1999 al 2003; nel 2019 è stato eletto alla carica di consigliere comunale a Mosca.
Legato e considerato politicamente vicino a Boris Nemcov, il capo dell'opposizione assassinato nel 2015, nel novembre 2023 ha annunciato la sua candidatura alle elezioni presidenziali russe del 2024., ma la partecipazione gli è stata impedita dalla Commissione elettorale centrale, che ha affermato di aver riscontrato "irregolarità" nelle firme a sostegno della sua candidatura.
Si oppone all'invasione russa dell'Ucraina avvenuta nel 2022.

## Biografia
Nadeždin è nato a Taškent, nell'Uzbekistan sovietico.  È sopravvissuto al terremoto di Taškent, avvenuto il giorno del suo terzo compleanno. Nel 1969 fu portato dai suoi genitori nella città di Dolgoprudnyj dove suo padre studiò all'Istituto di fisica e tecnologia di Mosca (MIPT) e sua madre era una studentessa al Conservatorio di Mosca.  Per cinque generazioni nella famiglia Nadeždin tutti gli uomini portarono il nome Boris. Suo nonno paterno era un compositore uzbeko sovietico e professore associato al Conservatorio di Taškent. Il nonno materno fuggì in Uzbekistan dall'Ucraina dopo la Rivoluzione d'ottobre.
Nel 1979 vinse il secondo premio alle Olimpiadi di matematica di tutta l'Unione tra gli studenti delle scuole superiori. Quell'anno si laureò al Collegio specializzato n. 18 di fisica e matematica presso l'Università statale Lomonosov di Mosca. Nel 1985 si è laureato con lode al MIPT. Dal 1985 al 1990 è stato ingegnere e ricercatore presso il Centro di ricerca dell'Unione per lo studio delle proprietà della superficie e del vuoto. 

## Carriera politica
Nadeždin ha prestato servizio nella terza convocazione della Duma di Stato dal 1999 al 2003. Ha partecipato alle elezioni legislative russe del 2003 dal 109º distretto di Mytišči dell'oblast' di Mosca. Ha perso le elezioni contro l'ex comandante del distretto delle truppe interne di Mosca, Arkadij Baskaev (Partito popolare della Federazione Russa). Anche il partito Unione delle forze di destra, di cui Nadeždin era membro, ha perso le elezioni. Allo stesso tempo, si sono svolte le elezioni per il Consiglio dei deputati di Dolgoprudnyj, in cui ha perso anche il blocco Città della Speranza, sotto il patrocinio di Nadeždin.
Nell'agosto 2005, Nadeždin è stato membro del gruppo di iniziativa per la nomina dell'ex capo della Jukos, Michail Chodorkovskij, alla Duma di Stato nelle elezioni suppletive per il 201º distretto universitario di Mosca. La nomina non è avvenuta a causa dell'entrata in vigore della sentenza nel primo procedimento penale contro la Jukos.
Nel marzo 2007, Nadeždin era un candidato dell'Unione delle forze di destra alle elezioni della Duma regionale di Mosca. Secondo i risultati annunciati dalla commissione elettorale regionale, il partito ha perso le elezioni. Tuttavia, Nadeždin ha affermato che, secondo i suoi dati, l’Unione delle Forze di Destra ha superato la barriera del 7%: "La cifra del 7,08% è stata pubblicata sul sito web della Commissione elettorale centrale, è stata anche trasmessa in TV, e poi la commissione elettorale ha annunciato che abbiamo il 6,9%. Questa differenza ci è stata semplicemente rubata!" Nadeždin ha accusato di frode il vice governatore dell'oblast' di Mosca, Aleksej Panteleev (secondo Nadeždin, i risultati sono stati corretti a favore di Russia Unita). 
Dal 6 novembre 2008 al 2011 Nadeždin è stato membro del Consiglio politico federale del partito Giusta causa. 
Il 3 agosto 2011, Nadeždin, in qualità di guida del ramo di Giusta causa dell'oblast' di Mosca, ha dichiarato in un'intervista: "Nel ramo dell'oblast' di Mosca, vogliamo assolutamente affrontare la questione" russa". Secondo lui, su questo tema ha già tenuto diverse tavole rotonde con la partecipazione di nazionalisti: "Ed è per questo che ora gli ufficiali e i giovani dalle teste rasate si uniscono in massa al mio dipartimento". Ha fatto riferimento ad alcuni studi secondo i quali, negli ultimi anni, circa 400.000 persone provenienti dalle regioni meridionali della Russia si sono trasferite nell'oblast' di Mosca per la residenza permanente. Sostenendo la sua posizione, Nadeždin ha sottolineato che "l'oblast' di Mosca è terra russa". La guida del partito Michail Prochorov ha reagito in modo piuttosto brusco a queste dichiarazioni. Prokhorov ha scritto sul suo blog: "Non abbiamo incluso alcun nazionalista in nessuna lista di partito e non lo includeremo. Giusta causa non si occuperà di alcun movimento nazionalista".  Alcuni membri del partito hanno proposto di espellere Nadeždin dal partito. 
Nelle elezioni legislative russe del 2011, Nadeždin ha rifiutato di entrare tra i primi tre nella lista elettorale federale di Giusta causa ma era in testa alla lista del partito nelle elezioni per la Duma dell'oblast' di Mosca. 
Il 26 dicembre 2011, Nadeždin ha lasciato Giusta causa, spiegando la sua decisione con il desiderio di creare un nuovo partito di destra insieme all'ex capo del Ministero delle finanze della Federazione Russa, Aleksej Kudrin. 
Nel febbraio 2012, in vista delle elezioni presidenziali russe del 2012, Nadeždin ha inviato un'offerta per diventare un rappresentante autorizzato presso la sede elettorale di tutti i candidati presidenziali, compreso Vladimir Putin. Nadeždin ha spiegato questo con il desiderio di poter nominare osservatori nei seggi elettorali. Non è riuscito a diventare il rappresentante autorizzato di Putin, ma è diventato l'osservatore di Putin. A metà febbraio 2012 è stato registrato come rappresentante autorizzato di Sergej Mironov.
Il 10 dicembre 2015, in una riunione della piattaforma liberale del partito Russia Unita, Nadeždin ha annunciato il suo desiderio di partecipare alle primarie del 2016 in vista delle elezioni della Duma di Stato nell'autunno del 2016, candidandosi nel 118esimo collegio elettorale uninominale di Dmitrov. Questa decisione ha suscitato critiche da parte dei suoi colleghi politici nel campo liberale. Lo stesso Nadeždin ha spiegato la sua partecipazione alle primarie con il desiderio di iniziare prima la campagna elettorale; non aveva intenzione di candidarsi per Russia Unita. Si è presentato senza successo alle primarie, perdendo contro Irina Rodnina.
Nelle elezioni legislative russe del 2016, Nadeždin era a capo della lista dell'oblast' di Mosca del Partito della Crescita senza aderire al partito stesso. Il 22 dicembre 2016, in un'intervista al quotidiano Kommersant, ha dichiarato di augurare al Partito della crescita "successo e buona fortuna", ma non intende associarsi al partito poiché "non vede alcuna prospettiva per esso".
Nadeždin ha contestato le elezioni governative dell'oblast' di Mosca del 2018 per il Partito della Crescita. 
Nel 2019, Nadeždin era a capo della lista del partito Russia Giusta alle elezioni per il consiglio comunale della città di Dolgoprudnyj. È stato eletto deputato del Consiglio dei deputati del distretto urbano di Dolgoprudny dell'oblast' di Mosca. Era a capo della fazione del partito Russia giusta nel Consiglio dei deputati, ma non era membro del partito. Nel marzo 2020 Nadeždin ha firmato un appello ai cittadini russi contro l'adozione degli emendamenti alla Costituzione russa proposti dal presidente Putin. 
In vista delle elezioni legislative russe del 2021 al congresso del partito Russia Giusta, Nadeždin è stato nominato candidato a deputato della Duma di Stato nel distretto elettorale monomandatario n. 118 di Dmitrov nell'oblast' di Mosca. Zachar Prilepin, co-presidente di Russia Giusta, ha espresso insoddisfazione, sottolineando che le idee del programma di Russia Giusta non corrispondono alle convinzioni liberali di Nadeždin. Secondo i risultati, Nadeždin si è classificata al 2º posto, ricevendo 40.421 voti (17,12%), perdendo contro la rappresentante di Russia Unita, Irina Rodnina.
Nell'aprile 2022, Nadeždin affermò che l'Unione Sovietica aveva "occupato la Cecoslovacchia e l'Europa orientale". Nel settembre 2022, mentre la Russia si ritirava dalla regione ucraina di Charkiv, Nadeždin ha criticato i servizi segreti russi e ha chiesto negoziati per porre fine al conflitto in uno spettacolo di attualità di NTV. Ha criticato la strategia di guerra della Russia, affermando che era impossibile battere l'Ucraina utilizzando i suoi metodi e materiali attuali, definendo la strategia "metodi di guerra coloniale". Pochi giorni dopo, sul canale Rossija-1, il propagandista del Cremlino Vladimir Solov'ëv ha chiesto l'arresto di Nadeždin. 
Nel gennaio 2023, Nadeždin ha suggerito che "la guerra è stata un errore disastroso" nel programma di attualità di NTV Mesto Vstreči. Durante l'ultima settimana di marzo 2023, è stato "rabbiosamente messo a tacere" nello stesso programma dopo aver suggerito che l'Occidente era più potente della Russia. Nelle elezioni governative dell'oblast' di Mosca del 2023, Nadeždin si è candidato per il partito Iniziativa Civica ma gli è stata negata la registrazione perché non è riuscito a raccogliere il numero richiesto di firme dei deputati municipali a suo sostegno.
Nel 2025 un tribunale ha dichiarato la bancarotta di Nadeždin chiudendo il suo partito.